# Ripa Teatina
Ripa Teatina es un municipio de 4.293 habitantes en la provincia de Chieti.
Situado en una alta colina de 199 metros frente al costa del Adriático, en la ruta que va desde Francavilla al Mare hasta Chieti.

## Datos históricos
Se han encontrado restos de los primeros asentamientos a lo largo del río Alento, que cruza el pueblo por el norte, y datados en el neolítico. Hay pruebas del paso de Aníbal en las cercanías de la Iglesia de San Esteban gracias al hallazgo de los restos de un yelmo cartaginés.
A causa de su posición estratégica el área en la que surge el pueblo se ha utilizado durante toda la historia como puesto avanzado. Ya en tiempos de los romanos había un núcleo habitado llamado Castrum Teate, como defensa de la ciudad de Chieti (Teate). En la Edad Media, la localidad cambia su nombre por el de Ripa de Teti, pero no la connotación militar. Bajo la dominación aragonesa se construyó una red de torres de vigía para avistar tropas hostiles, de las que dos existen todavía.
Durante la campaña militar en Italia llevada por Napoleón el convento franciscano situado en la localidad fue escenario de una gran matanza. En el convento se habían refugiado rebeldes que habían actuado en Chieti. El ejército francés sitió el convento y se produjeron sangrientos combates con más de 600 víctimas entre militares y rebeldes. De éstos algunos consiguieron escapar y como represalia los franceses exterminaron a los frailes y sus restos fueron arrojados a una cisterna situada en claustro del convento.
También durante la ocupación nazi durante la Segunda Guerra Mundial, Ripa, pronto situada tras la línea Gustav, fue escogida como lugar estratégico en el que se situó un polvorín, que luego resultó saqueado durante la liberación sucedida entre el 9 y el 10 de junio de 1944.

## Actividades económicas, productivas y sociales
Las principales actividades económicas y productivas de la población están relacionadas con la agricultura, la ganadería y el pastoreo.
La producción de vino es la actividad más importante: viñedos de trebbiano de abruzos y montepulciano de abruzos, cultivados a la ortonesa, recubren colinas enteras. También es significativa la producción de aceite de oliva. Además de otros productos hortícolas, en los años 1980 se introdujo el cultivo del kiwi, aunque el derrumbe del precio de este producto ha afectado bastante a su desarrollo.
A lo largo del valle del río Foro, al sur de la localidad se han ido instalando algunas pequeñas industrias desde los años 1990. Hoy en día es sobre todo una localidad residencial. Aprovechando la cercanía de Chieti (menos de 10 km) y Pescara (unos 15 km), pero sobre todo la zona industrial y comercial de Val Pescara, la mayor parte de los residentes trabaja fuera del municipio.

## Evolución demográfica
| Gráfica de evolución demográfica de Ripa Teatina entre 1861 y 2001 |
|                                                                    |
| Fuente ISTAT - elaboración gráfica de Wikipedia                    |

## Ciudadanos ilustres
- Rocky Marciano ( Brockton 1923-1969) ex Campeón mundial de la categoría de los pesos pesados.
- Rocky Mattioli ( Ripa Teatina 1953) ex Campeón mundial de pugilado.